# مقاطعة كلاي (تكساس)
مقاطعة كلاي (بالإنجليزية: Clay  County)‏ هي إحدى المقاطعات في ولاية تكساس، الولايات المتحدة الأمريكية.

## أعلام
- والتر جنكينز